# Governo Lubbers III
Il governo Lubbers III, chiamato anche governo Lubbers-Kok è il governo dei Paesi Bassi in carica dal 7 novembre 1989 al 22 agosto 1994, durante la 21ª legislatura della Tweede Kamer.

## Coalizione e storia
Guidato dal riconfermato Ministro-presidente Ruud Lubbers, questo governo è costituito e sostenuto da una "grande coalizione" tra l'Appello Cristiano Democratico (CDA) e il Partito del Lavoro (PvdA). Insieme, hanno 103 rappresentanti su 150, ovvero il 68,6% dei seggi alla Tweede Kamer.
Si è formato in seguito alle elezioni legislative anticipate del 6 settembre 1989 e succede a governo Lubbers II, formato e sostenuto da una coalizione di centrodestra tra il CDA e il Partito Popolare per la Libertà e la Democrazia (VVD). I liberali, contrari al finanziamento del piano ambientale nazionale per un aumento del prezzo del carburante, hanno deciso di rompere l'alleanza al potere nel novembre 1982. Al voto, i due partner del governo uscente ottengono una maggioranza assoluta molto stretta di 76 seggi. I cristiano democratici hanno stretto alleanza con laburisti, all'opposizione dal maggio 1982.
Le elezioni legislative del 3 maggio 1994 sono un disastro per la grande coalizione. Il CDA perde 20 seggi e il PvdA 12, l'alleanza dominante non costituisce più la maggioranza nella Seconda Camera. Approfittando della forte spinta del VVD e dei Democratici 66 (D66), il vice primo ministro Wim Kok negozia con successo, rovesciando la maggioranza parlamentare di centro sinistra e forma il suo primo governo.

## Composizione
| Carica o ministero                                         | Titolare                                      | Partito |
| ---------------------------------------------------------- | --------------------------------------------- | ------- |
| Ministro-presidente Affari generali                        | Ruud Lubbers                                  | CDA     |
| Finanze Viceministro presidente                            | Wim Kok                                       | PvdA    |
| Affari esteri                                              | Hans van den Broek fino al 2 gennaio 1993     | CDA     |
| Affari esteri                                              | Pieter Kooijmans dal 2 gennaio 1993           | CDA     |
| Giustizia e affari delle Antille olandesi e Aruba          | Ernst Hirsch Ballin bis 27 maggio 1994        | CDA     |
| Giustizia                                                  | Aad Kosto dal 27 maggio 1994                  | PvdA    |
| Affari delle Antille olandesi e Aruba                      | Ruud Lubbers dal 27 maggio 1994               | CDA     |
| Interno                                                    | Ien Dales fino al 10 gennaio 1994             | PvdA    |
| Interno                                                    | Ernst Hirsch Ballin dal 10 al 18 gennaio 1994 | CDA     |
| Interno                                                    | Ed van Thijn dal 18 gennaio al 27 maggio 1994 | PvdA    |
| Interno                                                    | Dieuwke de Graaff-Nauta dal 27 maggio 1994    | CDA     |
| Istruzione e scienza                                       | Jo Ritzen                                     | PvdA    |
| Difesa                                                     | Relus ter Beek                                | PvdA    |
| Alloggio, pianificazione regionale e protezione ambientale | Hans Alders                                   | PvdA    |
| Infrastrutture e gestione delle risorse idriche            | Hanja Maij-Weggen fino al 16 luglio 1994      | CDA     |
| Infrastrutture e gestione delle risorse idriche            | Koos Andriessen dal 16 luglio 1994            | CDA     |
| Economia                                                   | Koos Andriessen                               | CDA     |
| Agricoltura e pesca                                        | Gerrit Braks fino al 19 settembre 1990        | CDA     |
| Agricoltura e pesca                                        | Bert de Vries dal 19 al 28 settembre 1990     | CDA     |
| Agricoltura e pesca                                        | Piet Bukman dal 28 settembre 1990             | CDA     |
| Affari sociali e lavoro                                    | Bert de Vries                                 | CDA     |
| Benessere, salute e cultura                                | Hedy d'Ancona fino al 16 luglio 1994          | PvdA    |
| Benessere, salute e cultura                                | Jo Ritzen dal 16 luglio 1994                  | PvdA    |
| Cooperazione allo sviluppo                                 | Jan Pronk                                     | PvdA    |

### Segretari di Stato
| Carica o ministero                                         | Titolare                                                | Partito |
| ---------------------------------------------------------- | ------------------------------------------------------- | ------- |
| Affari esteri                                              | Piet Dankert fino al 16 luglio 1994                     | PvdA    |
| Giustizia                                                  | Aad Kosto fino al 27 maggio 1994                        | PvdA    |
| Interno                                                    | Dieuwke de Graaff-Nauta fino al 27 maggio 1994          | CDA     |
| Istruzione e scienza                                       | Jacques Wallage fino al 7 giugno 1993                   | PvdA    |
| Istruzione e scienza                                       | Roel in 't Veld dal 9 al 18 giugno 1993                 | PvdA    |
| Istruzione e scienza                                       | Job Cohen dal 2 luglio 1993                             | PvdA    |
| Finanze                                                    | Marius van Amelsvoort                                   | CDA     |
| Difesa                                                     | Berend-Jan van Voorst tot Voorst fino al 1º giugno 1993 | CDA     |
| Difesa                                                     | Ton Frinking dal 1º giugno 1993                         | CDA     |
| Alloggio, pianificazione regionale e protezione ambientale | Enneüs Heerma                                           | CDA     |
| Economia                                                   | Piet Bukman fino al 28 settembre 1990                   | CDA     |
| Economia                                                   | Yvonne van Rooy dal 28 settembre 1990                   | CDA     |
| Agricoltura, natura e pesca                                | Dzsingisz Gabor dal 28 settembre 1990                   | CDA     |
| Affari sociali e lavoro                                    | Elske ter Veld fino al 4 giugno 1993                    | PvdA    |
| Affari sociali e lavoro                                    | Jacques Wallage dal 7 giugno 1993                       | PvdA    |
| Benessere, salute e cultura                                | Hans Simons fino al 26 febbraio 1994                    | PvdA    |